# Conesville (Nueva York)
Conesville es un pueblo ubicado en el Condado de Schoharie en el estado estadounidense de Nueva York. En el año 2000 tenía una población de 726 habitantes y una densidad poblacional de 7 personas por km².

## Geografía
Conesville se encuentra ubicado en las coordenadas 42°24′35″N 74°20′19″O / 42.40972, -74.33861.

## Demografía
Según la Oficina del Censo en 2000 los ingresos medios por hogar en la localidad eran de $33,417, y los ingresos medios por familia eran $37,344. Los hombres tenían unos ingresos medios de $31,250 frente a los $21,964 para las mujeres. La renta per cápita para la localidad era de $16,236. Alrededor del 7.4% de la población estaban por debajo del umbral de pobreza.